# Mặt trận Quốc gia Thống nhất
Mặt trận Quốc gia Thống nhứt là một liên minh chính trị thành lập ngày 14 tháng 8 năm 1945, gồm các đảng phái quốc gia tại Nam Bộ do Hồ Văn Ngà vận động thành lập.
Các tổ chức tham gia Mặt trận:
1. Việt Nam Quốc gia Độc lập Đảng
2. Thanh niên Tiền phong
3. Nhóm Trí thức
4. Liên đoàn Công chức
5. Tịnh độ cư sĩ
6. Phật giáo Hòa Hảo
7. Cao Đài giáo

Thiên Chúa giáo gia nhập Mặt trận ngày 20 tháng 8. Nhóm Đệ Tứ (Trotskyist) không tham gia Mặt trận nhưng có tiếp xúc thường xuyên với Hồ Văn Ngà.

## Lịch sử
Ngày 21 tháng 8 năm 1945, Mặt trận Quốc gia Thống nhất tổ chức một cuộc biểu tình lớn biểu dương lực lượng tại Sài Gòn với trên 200 ngàn người tham dự. Nhóm Đệ Tứ cũng tham gia diễn hành dưới cờ của Ðệ Tứ Quốc Tế. Trong tháng 8 các đảng phái trong Mặt trận Quốc gia Thống nhất và Việt Nam Quốc dân đảng tổ chức hội nghị quân sự thành lập:
- Dân Quân Cách mạng Đệ Nhứt Sư đoàn do giới cựu chiến binh trong quân Nhật và Bình Xuyên đảm trách.
- Dân Quân Cách mạng Đệ Nhị Sư đoàn do Cao Đài đảm trách (Nguyễn Thành Phương, Trình Minh Thế đều xuất thân từ tổ chức này).
- Dân Quân Cách mạng Đệ Tam Sư đoàn do Nguyễn Hòa Hiệp đảm trách (Nguyễn Hòa Hiệp là đảng viên Quốc Dân Đảng miền Nam, lúc đó đã có sẵn tổ chức Dân Quốc Quân, cùng liên kết với các tổ chức khác để hình thành Đệ Tam Sư đoàn).
- Dân Quân Cách mạng Đệ Tứ Sư đoàn do Phật giáo Hòa Hảo đảm trách, với tổ chức Bảo An được quy nạp.

Ngày 22 tháng 8, Thanh niên Tiền phong tham gia Mặt trận Việt Minh. Khi Cách mạng Tháng Tám thành công, các đảng phái thuộc Mặt trận Quốc gia Thống nhất yêu cầu ông Trần Văn Giàu đại diện Việt Minh cải tổ Ủy ban Hành chính Lâm thời Nam Bộ do Việt Minh lãnh đạo. Sau đó, một số lãnh đạo đảng phái, tôn giáo tại miền Nam đã tham gia vào Ủy ban hành chính. Sau tổ chức này chống lại Việt Minh, một số thành viên hợp tác hay gia nhập Việt Minh.